# 相引川
相引川（あいびきがわ）は、香川県高松市の東部を流れる相引川水系の本流。延長5.01km・流域面積11.6㎢の二級河川である。

## 概要
屋島の南を巡り、河道の両端に河口を持つ特異な河川である。西は新川の河口、東は牟礼川の河口で合流し、瀬戸内海に注ぐ。
相引川は、四国本土と屋島を分離する河川である。本土側とは大小13本の橋で結ばれている。
相引川の北に位置する屋島は、字義どおり「島」である。しかし、現在の法定区分は、高松市を形成する四国本土の扱いである。
相引川の両岸は、江戸時代に開発された塩田と干拓された水田であったが、後の時代の埋立にともない陸続きのようになる。埋立地は住宅地や市街地に改変され、多くの人々が集住する。
国指定の史跡および天然記念物「屋島」の指定範囲は、相引川以北の全域と、その地先100メートルの海面区域と定められている。しかし、屋島地区の屋島西町の一部が南岸（四国本土側）に入りこみ、古高松地区の高松町の一部が北岸（屋島側）に入りこんだ状態である。
江戸時代初めの縁起物の『源平屋島檀浦合戦縁起』には、「・・・義経、赤牛が屋島に渡るのを見て浅瀬のあることを知る。」と記述され、その地は赤牛崎（あかばざき）とされている。源氏50余騎が渡海したとされる北岸の赤牛崎には、案内板が設置されている。

## 成り立ち
源平合戦（1185年）の時代には屋島と四国本土はかなり離れていた。江戸前期までは海であり、満潮時には海水が東西から満ち、干潮時には東西に分かれたことから「相引の瀬」と呼ばれたという。生駒氏統治時代（1600年 - 1640年）の寛永14年（1637年）、生駒高俊が堤防を築かせ、屋島と四国本土は陸続きになったが、松平氏統治時代（1642年 - 1871年）になって、古来の名跡を惜しんだ初代藩主松平頼重の命によって1647年（正保4年）に水路が復元され、現在の相引川の形が完成した。
鎌倉前期の軍記物語の『平家物語』には、「・・・潮の引いています時には、陸と島との間は馬の腹もつかりません。」と記述され、浅い海であったとされている。また、1633年（寛永10年）の『讃岐国絵図』は、屋島は海を挟んで島として描かれている。そして、1789年頃（寛政頃）の『讃岐一円図』は、屋島は川で隔てられた島であり、1808年（文化5年）に測量された『伊能大図』は、現在と同様に相引川を挟んで島となっている。

## 名称の由来
川の両端がともに海に繋がっているため、潮の満ち引き時には川の水が東西両方向から満ち、両方向へ向かって引いていくことから、相引川と呼ばれるようになったとする説がある。また、東側の河口付近に位置する檀ノ浦で行われた屋島の戦いの際に、源氏・平氏の双方が互いに譲らず引き分けたことを由来とする説もある。
現在の相引川は東西の自動防潮水門により海水と遮られ、完全に淡水化している。相引川と言うより、相引池と言うのが実態に近い。この中では、コイやフナ、ナマズ、ウナギ、雷魚等とカメが生息している。干潮時にはこの水門を通じて、相引川から海側への排水が行われ、毎日2回観測できる。

## 橋梁
| 橋梁名     | 北岸                   | 南岸                | 道路名                        |
| ---------- | ---------------------- | ------------------- | ----------------------------- |
| 高橋       | 屋島東町字高橋         | 牟礼町牟礼字浜      | 市道高橋線                    |
| 明神橋     | 高松町字横山           | 高松町字明神        | 県道150号屋島停車場屋島公園線 |
| 永代橋     | 高松町字横山           | 高松町字明神        | 市道角屋5号線                 |
| 通路橋     | 屋島東町字相引         | 高松町字角屋        |                               |
| 赤牛橋     | 屋島東町字西の谷       | 高松町字帰来        | 市道高松町6号線               |
| あわじや橋 | 屋島東町字三ツ池       | 高松町字帰来        | 市道開成久線                  |
| 東照宮橋   | 屋島中町字馬場東       | 高松町字帰来        | 市道屋島古高松線              |
| 和里橋     | 屋島中町字浜畑         | 屋島西町字百石      | 市道屋島西町68号線            |
| 学校橋     | 屋島中町字新開         | 屋島西町字百石      | 市道百石線                    |
| 源平橋     | 屋島中町字下畑         | 屋島西町字百石      | 県道14号屋島公園線            |
| 大橋       | 屋島西町字宮西・字成久 | 屋島西町字百石      | 県道150号屋島停車場屋島公園線 |
| 屋島新橋   | 屋島西町字子の浜       | 春日町字片田        | 市道屋島東山崎線              |
| 屋島大橋   | 屋島西町字新浜         | 木太町（5区）字西浜 | 市道高松海岸2号線             |

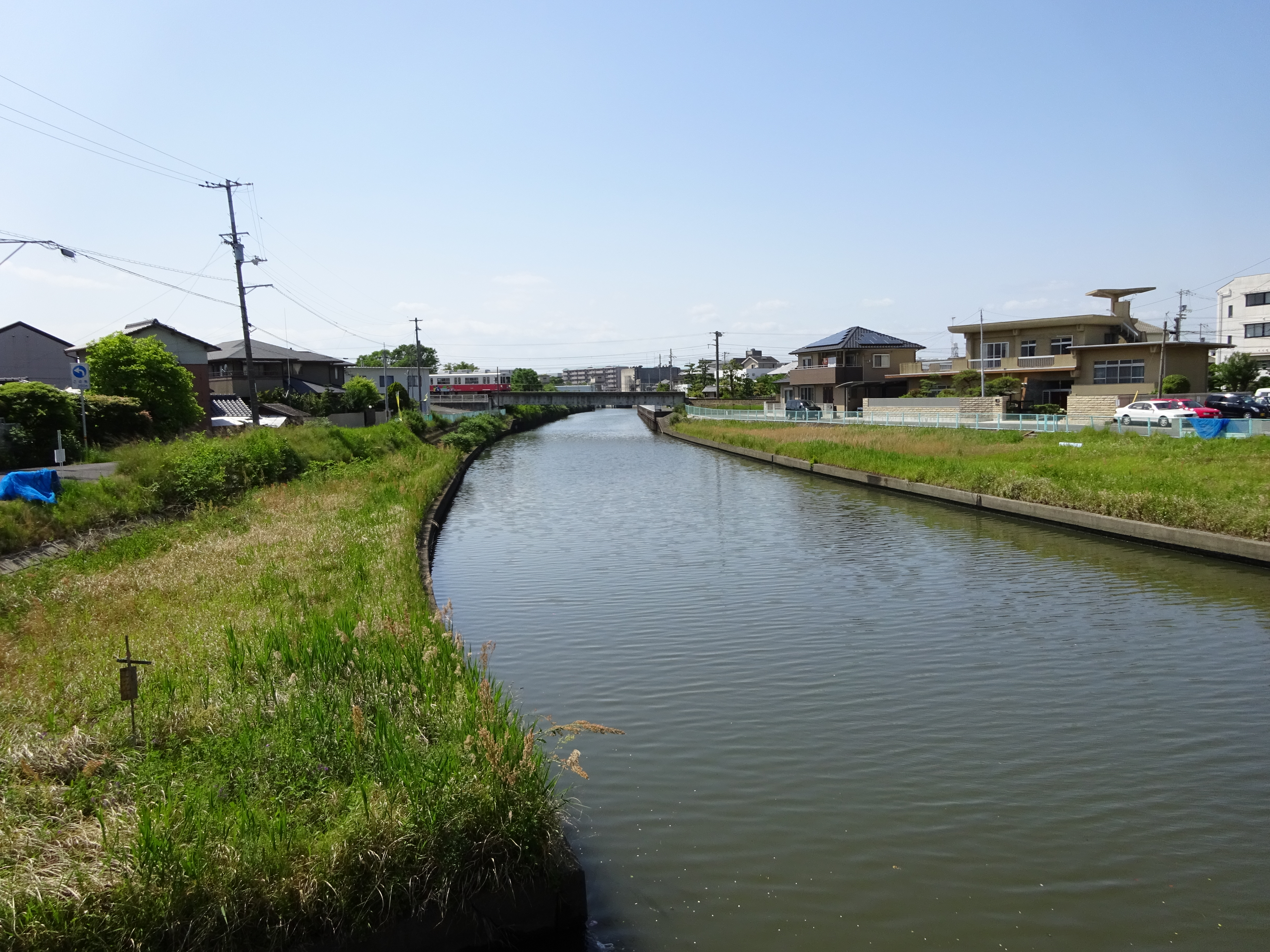
大橋で西方を臨む
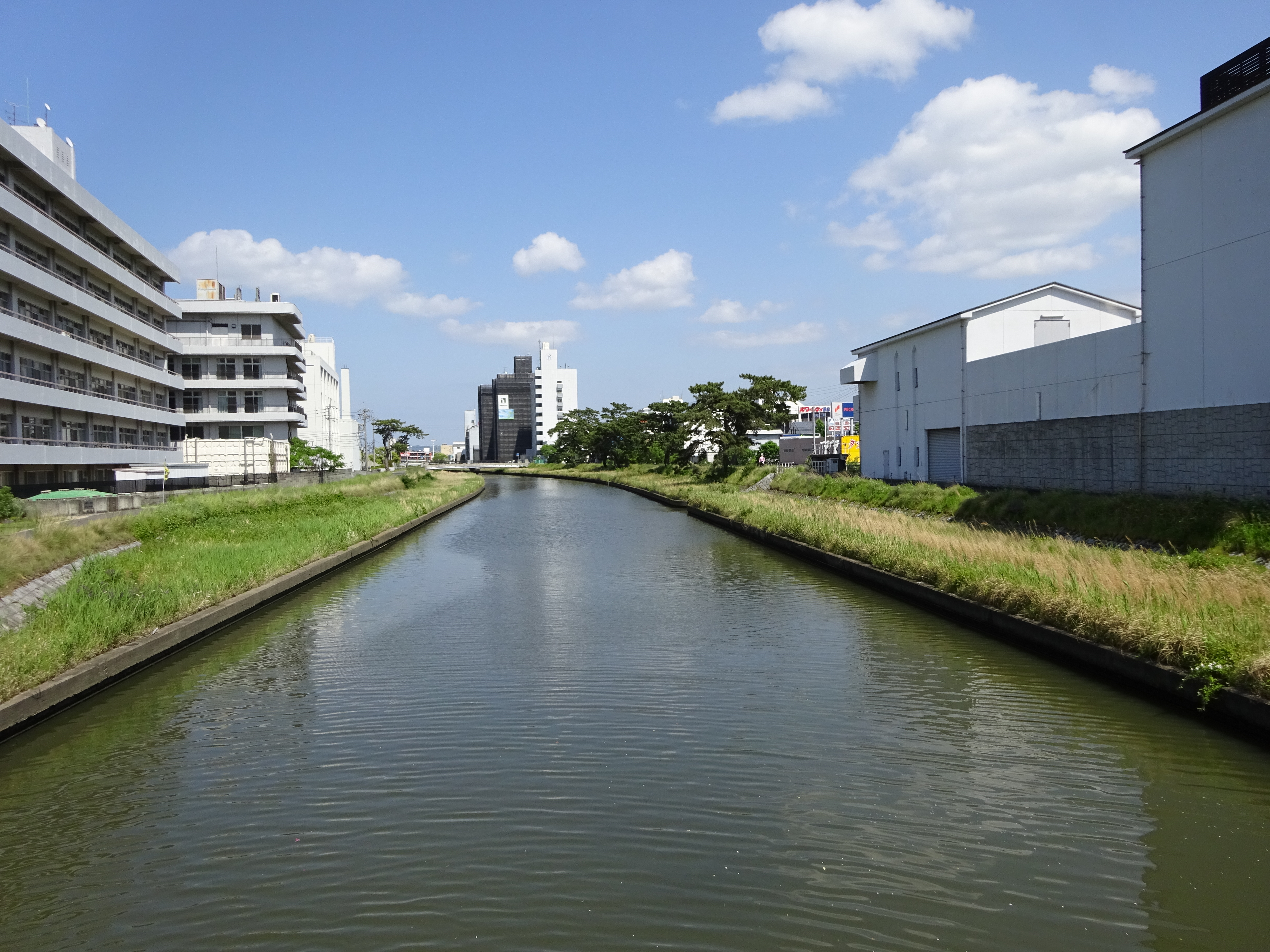
大橋で東方を臨む
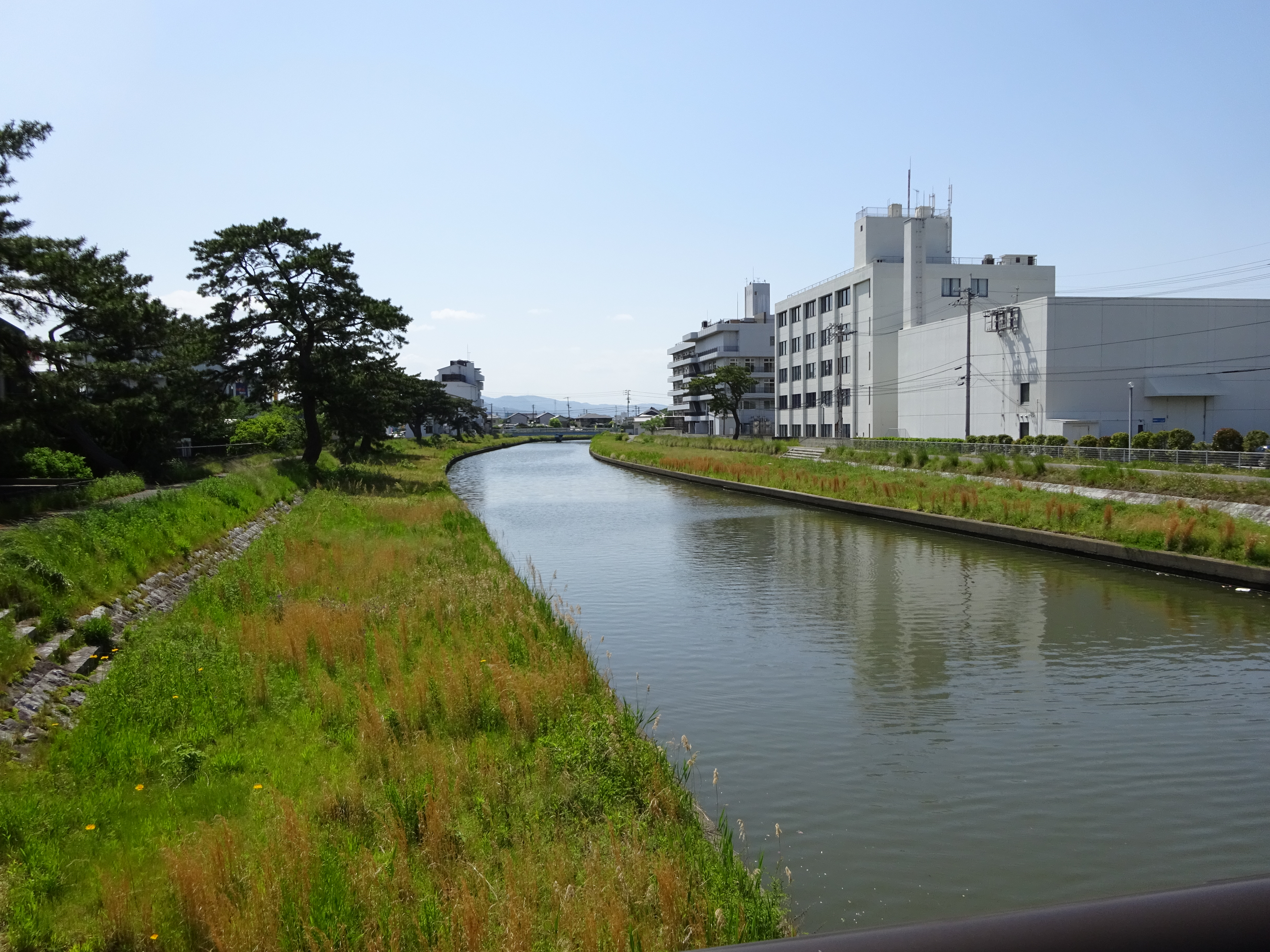
源平橋で西方を臨む
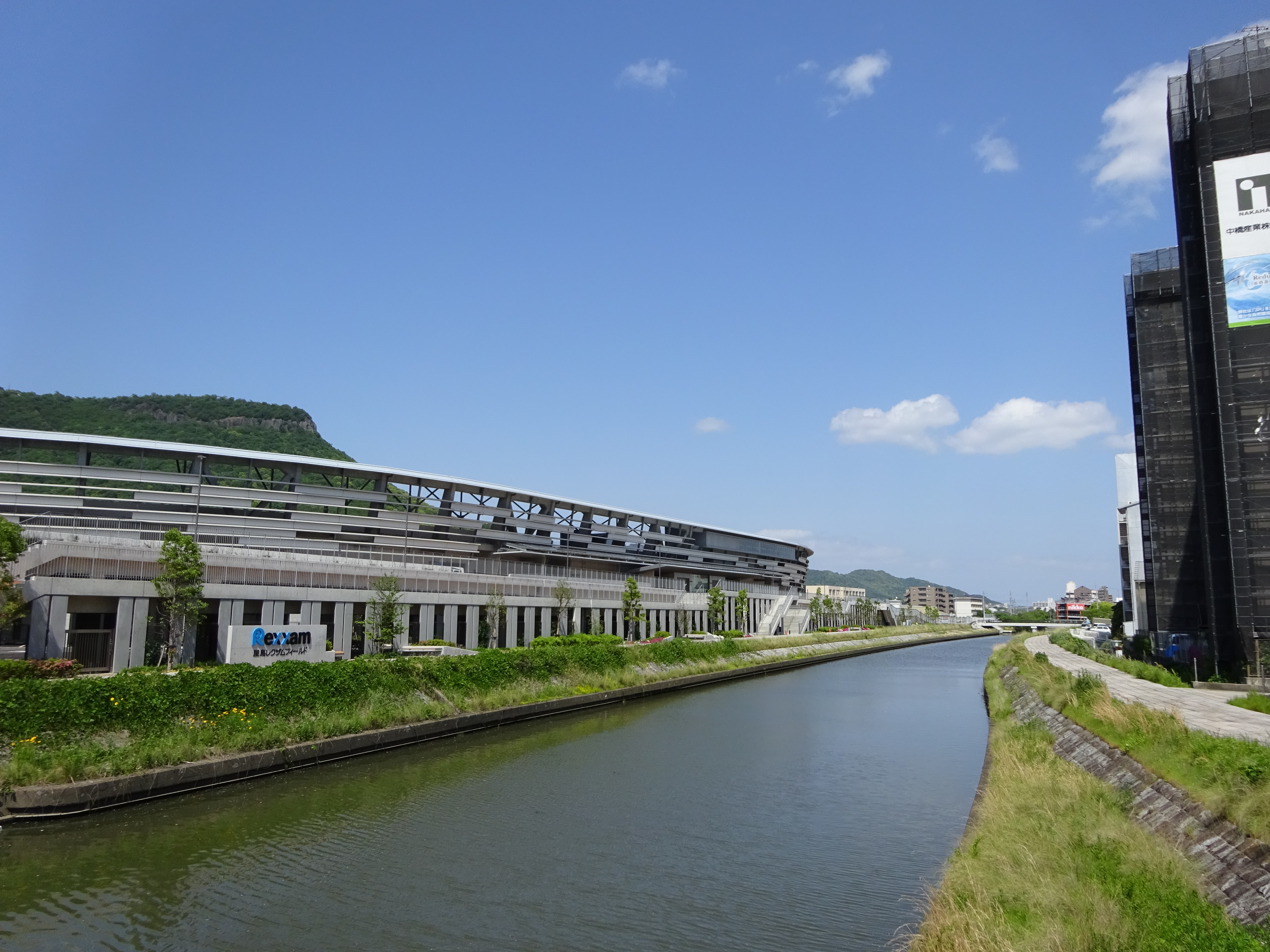
源平橋で東方を臨む
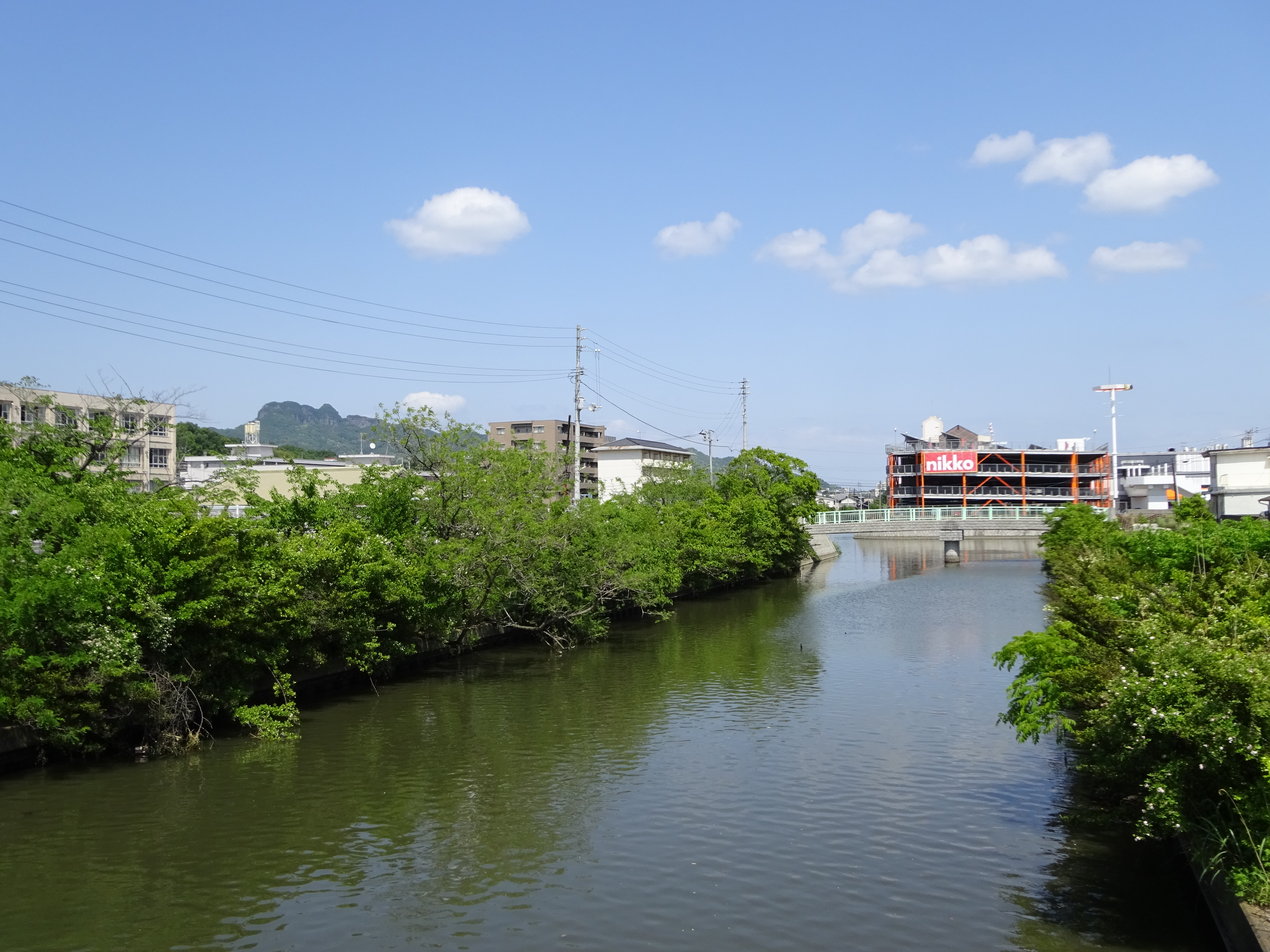
学校橋で東方を臨む
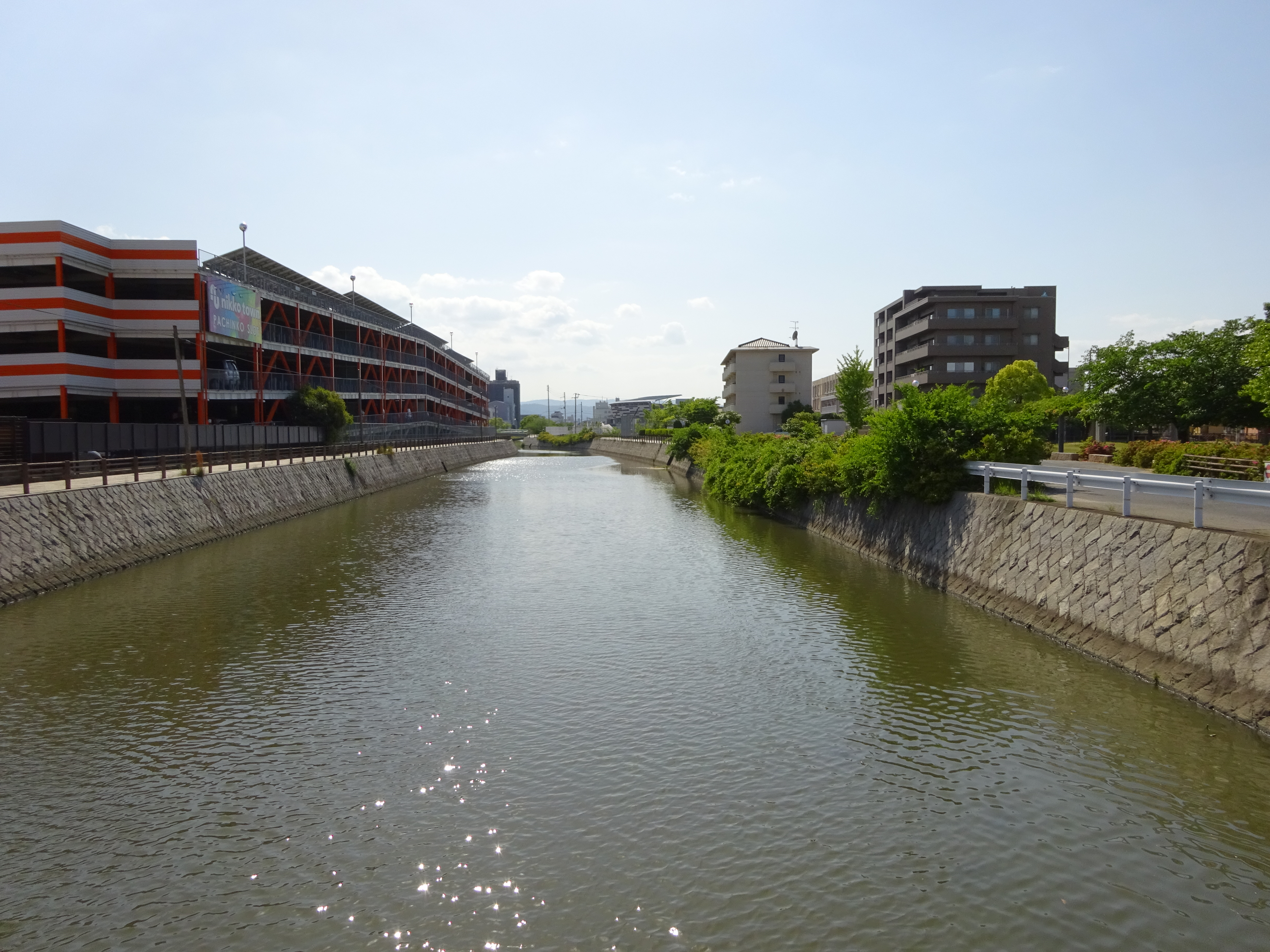
東照宮橋で西方を臨む
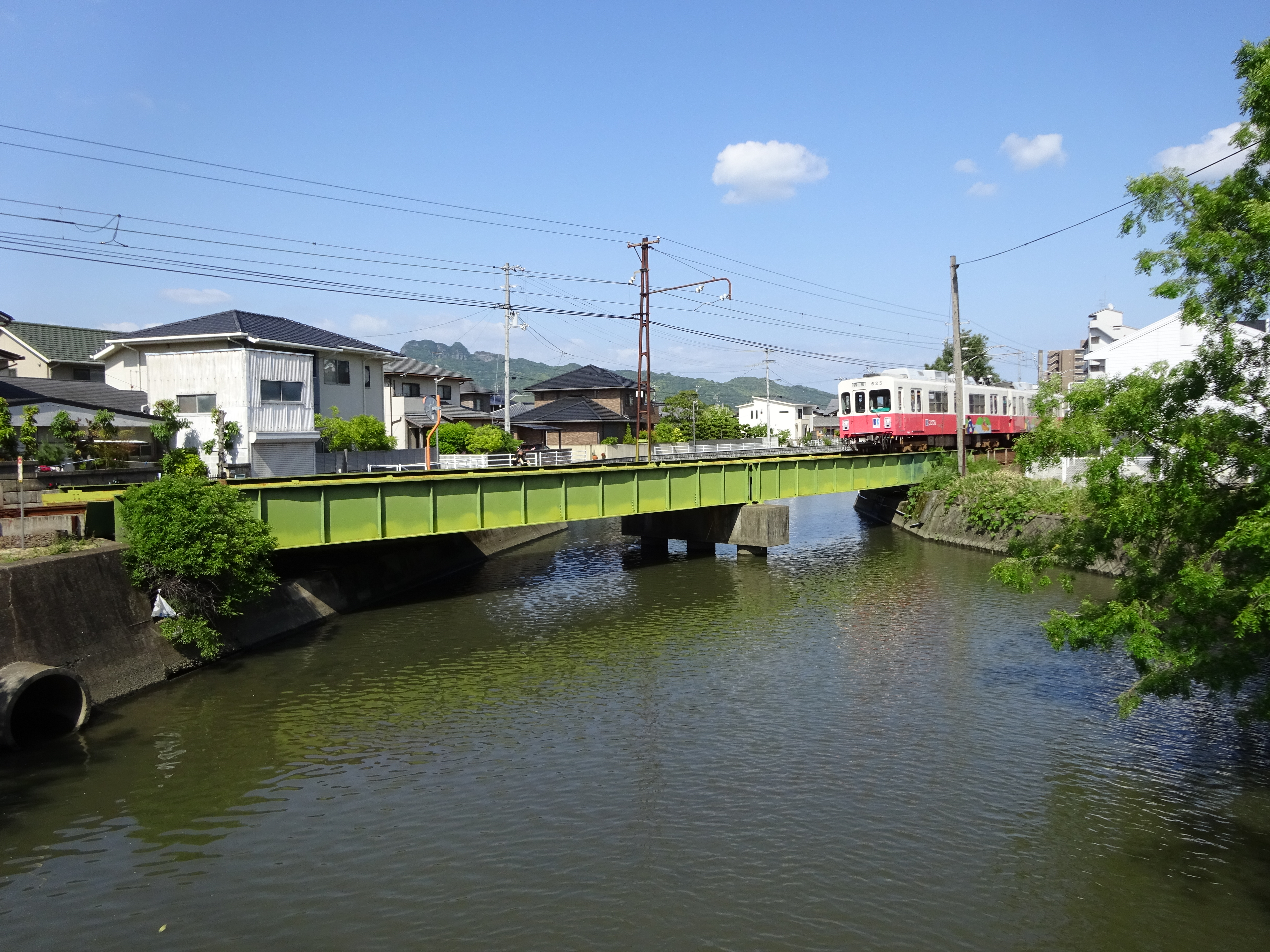
東照宮橋で東方を臨む
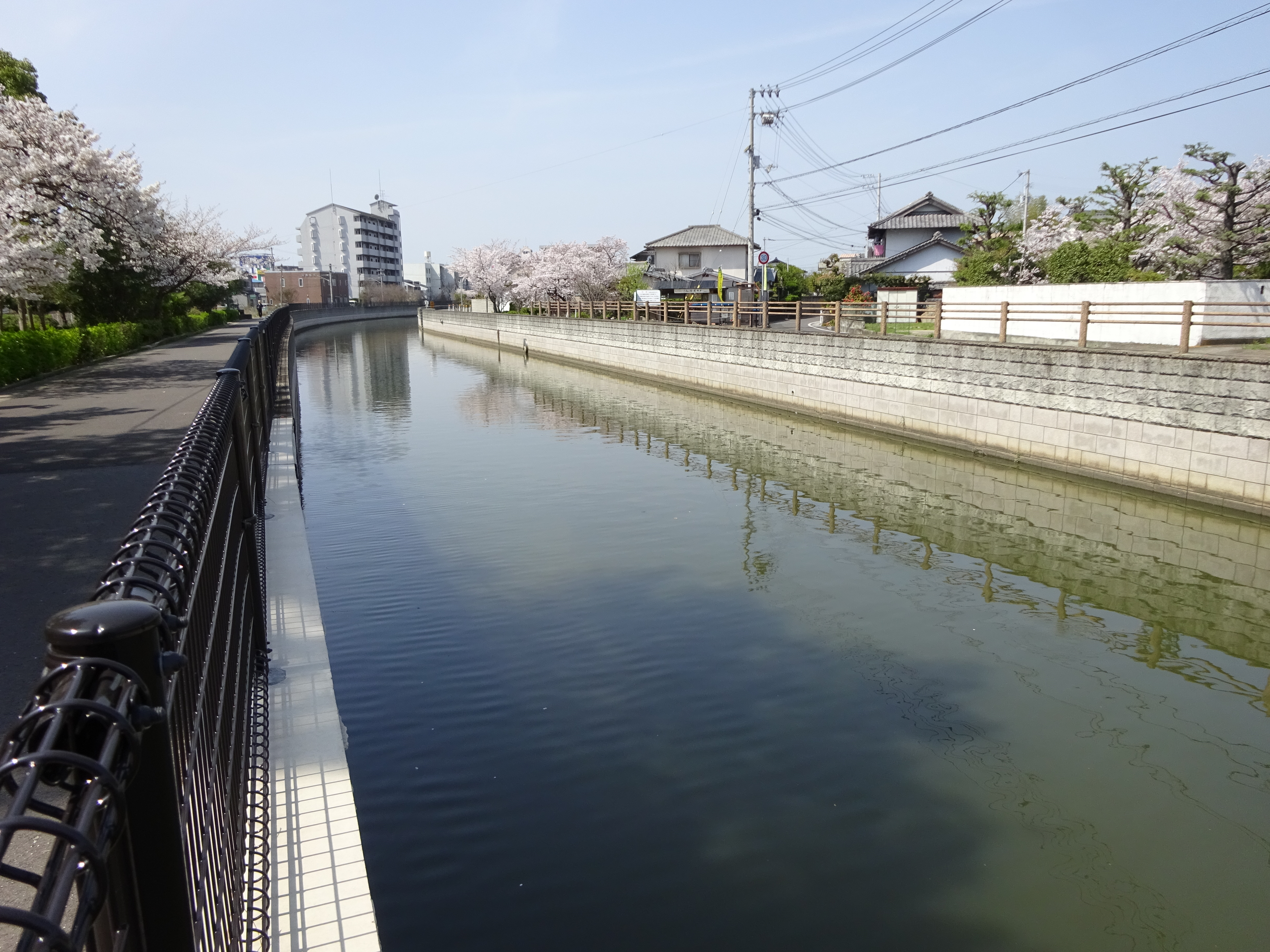
赤牛橋で西方を臨む
明神橋で南西を臨む
明神橋で東北東を臨む

## 排水施設
排水施設 - 供用開始年月、所在地、雨天時最大排水量（毎分）
1976年（昭和51年）9月の台風17号による大雨で川の水が溢れ、相引川両岸、高松町帰来地区と屋島南部一帯が水没したため、市と県は相引川流域に3つのポンプ場を相次いで設置した。以後、大きな水害は起っていない。
- 高松市山下川雨水ポンプ施設 - 昭和52年9月、屋島西町字百石、105.00m3
- 高松市相引東ポンプ場 - 昭和54年10月、高松町字角屋2284番地2、485.00m3
- 香川県相引川排水機場、同水門 - 昭和56年、屋島西町　排水量は不明
- 高松市百石ポンプ場 - 平成6年4月、屋島西町字百石1872番地1地先、532.00m3